# Jonathan Togo
Jonathan Frederick Togo (Rockland, 25 agosto 1977) è un attore statunitense, noto in Italia per il ruolo di Ryan Wolfe nella serie televisiva CSI: Miami.

## Biografia
È figlio del grafico Micheal Togo, ebreo e di Sheila, di famiglia italiana e irlandese. Il cognome originale, Tonkaviev, è stato mutato da un avo per motivi professionali.
Frequentò la scuola ebraica e si diplomò al Rockland High School nel 1995, dove praticava il wrestling. Proseguì i suoi studi al Vassar College e successivamente al National Theater Institute del Eugene O'Neill Theather. Mentre frequentava il Vassar College si esibì nella band The El Conquistadors (in origine "Skabba the Hut") con Sam Endicott e John Conway, entrambi ora membri della band di successo The Bravery. Suona sassofono e chitarra.

## Carriera
Attore versatile dagli svariati ruoli e apparizioni, ha partecipato a svariate serie televisive statunitensi tra cui Special Unit 2 (coprotagonista), altre apparizioni nelle serie Giudice Amy, Law & Order, Ed, e The Jury. Il film più importante in cui compare è Mystic River. Il successo internazionale è arrivato col ruolo di Ryan Wolfe nella popolare serie televisiva CSI: Miami, dopo di che si è dedicato a webfiction come "My best friend is my penis" e "Casted".
Nel 2011 recita nel film Identical con Emily Foxler (diretto da Daniel Bollag), aggiudicandosi un premio come miglior attore alla "ITN distribution film and new media festival".

## Vita privata
Il 7 dicembre 2012 ha avuto un figlio, Otis William Togo, dall'attrice e modella statunitense Diora Baird, con cui è stato sposato dal 2013 al 2016. Il 17 gennaio 2019 sposa l'attrice Tiffany Baker da cui nel marzo 2021 ha avuto una figlia.

## Filmografia

### Cinema
- Mystic River, regia di Clint Eastwood (2003)
- Somebody Up There Likes Me, regia di Bob Byington (2012)
- Identical, regia di Daniel Bollag e Seo Mutarevic (2012)
- 7 Chinese Brothers, regia di Bob Byington (2015)
- Dopo l'uragano (A Rising Tide), regia di Ben Hickernell (2015)

### Televisione
- Special Unit 2 – serie TV, 12 episodi (2001-2002)
- Giudice Amy (Judging Amy) – serie TV, episodio 4x18 (2003)
- Law & Order - I due volti della giustizia (Law & Order) – serie TV, episodio 14x05 (2003)
- Ed – serie TV, episodio 4x06 (2003)
- The Jury – serie TV, episodio 1x02 (2004)
- CSI: Miami – serie TV, 182 episodi (2004-2012)
- Harry's Law – serie TV, episodio 2x18 (2012)
- Covert Affairs – serie TV, episodi 4x12-4x14 (2013)
- Lucifer – serie TV, episodio 2x14 (2017)

## Doppiatori italiani
Nelle versioni in italiano delle opere in cui ha recitato, Jonathan Togo è stato doppiato da:
- Stefano Crescentini in Special Unit 2
- Oreste Baldini in Mystic River
- Marco Vivio in CSI: Miami
- Alessio Cigliano in Lucifer
- Gianluca Machelli in Countdown